# Натоли, Карлотта
Карлотта Натоли (итал. Carlotta Natoli; род. 29 мая 1971, Рим) — итальянская актриса кино, театра и телевидения.

## Биография
Родилась 29 мая 1971 года в Риме в семье кинематографиста Пьеро Натоли. В 1980 году в 8-летнем возрасте дебютировала в кино, в полуавтобиографическом инди-фильме своего отца «Con… fusione», позже она изучала актерское мастерство в студии актеров в Нью-Йорке, а в начале 1990-х годов начала профессиональную карьеру актрисы в кино, на телевидении и на сцене. В 1995 году Натоли получила номинацию на премию «Nastro d’Argento» за «Лучшую женскую роль второго плана» благодаря своему выступлению в «L’Estate di Bobby Charlton». в 2000-х годах она регулярно играла роли в успешных телесериалах «Distretto di Polizia» и «Tutti pazzi per amore».